# Groen boomspijkertje
Groen boomspijkertje (Calicium viride) is een korstmossoort uit de familie Caliciaceae. Het groeit op bomen en leeft in symbiose met de fotobiont Trebouxia.

## Determinatie

### Uiterlijke kenmerken
Het thallus is korstvormig, vrij dik, granulaat, heldergroen, groenachtig, geelgroen dat verkleurt naar groenbruin en een beetje vervaagt naar verloopt van tijd. Het thallus heeft de volgende kleureacties; C-, K-, KC-, Pd-, UV+ (fel oranje). 
Het lijkt op bruin boomspijkertje (Calicium salicinum), maar deze heeft een dunner en meer grijzer thallus en kleinere sporen.

### Microscopische kenmerken
Ascosporen zijn ellipsoïde, bruin, gesepteerd, vernauwd ter hoogte van het septum en meten 11–14 × 4–5 µm.

## Verspreiding
In Nederland is groen boomspijkertje vrij zeldzaam. Het staat niet op de Nederlandse Rode Lijst en is niet bedreigd.